# Rinzia rubra
Rinzia rubra är en myrtenväxtart som beskrevs av Malcolm Eric Trudgen. Rinzia rubra ingår i släktet Rinzia och familjen myrtenväxter. Inga underarter finns listade i Catalogue of Life.